# Alice Papierski
 (novembre 2016).
Alice Papierski est une actrice française née en 1973, connue pour son rôle dans la sitcom Jamais deux sans toi...t.

## Biographie
Alice Papierski fait ses débuts devant la caméra avec le film La Petite Allumeuse de Danièle Dubroux (1987). Elle y interprète le rôle de Camille, une jeune lolita de 14 ans, qui séduit un de ses professeurs (Roland Giraud) et vit une histoire avec lui.
Elle est également apparue dans les téléfilms Les Jupons de la révolution (1989, sous le nom d'Alice Pierski) et L'Allée du Roi (1996), ainsi que dans l’adaptation télévisée Les Jumeaux vénitiens (1999), dans laquelle elle reprend le rôle qu'elle tenait au théâtre.

## Théâtre
Au théâtre elle a joué dans Les Jumeaux vénitiens (Carlo Goldoni, mise en scène Gildas Bourdet) aux Théâtre de la Criée à Marseille et de l’Eldorado à Paris. Cette comédie a reçu le Molière de la meilleure pièce du Répertoire en 1997.
Enfin, Alice Papierski a également signé la mise en scène de la pièce de théâtre Poilus (texte de Stéphane Broquedis, Emmanuel Lequeux et Rémi Pous). Les représentations ont eu lieu du 8 au 11 juin 2000 au Théâtre Studio d’Alfortville, ainsi qu’à la Comedia (Salle des Pavés) du 5 décembre 2000 au 25 février 2001.